# Yên Định (thị trấn)
Yên Định là thị trấn huyện lỵ của huyện Hải Hậu, tỉnh Nam Định, Việt Nam.

## Địa lý
Thị trấn Yên Định cách thành phố Nam Định khoảng 38 km, cách thị trấn Cồn 9 km và thị trấn Thịnh Long 23 km dọc theo Quốc lộ 21A, có vị trí địa lý:
- Phía bắc giáp huyện Xuân Trường
- Phía nam giáp xã Hải Hậu
- Phía đông giáp các xã Hải Hưng và Hải Quang
- Phía tây giáp các xã Hải Trung và Hải Long

Thị trấn Yên Định có diện tích 10,82 km², dân số năm 2022 là 23.244 người, mật độ dân số đạt 2.148 người/km².
Quốc lộ 21A và đường 56 là những con đường huyết mạch chạy qua địa bàn thị trấn.

## Hành chính
Thị trấn Yên Định được chia thành 7 tổ dân phố số: 1, 2, 3, 4, 5, 6, 7.

## Lịch sử
Ngày 1 tháng 4 năm 1986, Hội đồng Chính phủ ban hành Quyết định số 34-HĐBT về việc thành lập thị trấn Yên Định trên cơ sở 31,72 hécta diện tích tự nhiên của xã Hải Bắc; 79,04 hécta diện tích tự nhiên của xã Hải Hưng và 112,6 hécta diện tích tự nhiên của xã Hải Phương.
Thị trấn Yên Định có tổng diện tích tự nhiên 223,36 hécta với 5.199 nhân khẩu.
Ngày 23 tháng 7 năm 2024, Ủy ban Thường vụ Quốc hội ban hành Nghị quyết số 1104/NQ-UBTVQH15 về việc sắp xếp đơn vị hành chính cấp huyện, cấp xã trên địa bàn tỉnh Nam Định (nghị quyết có hiệu lực từ ngày 1 tháng 9 năm 2024). Theo đó, sáp nhập toàn bộ diện tích tự nhiên là 4,08 km², quy mô dân số là 7.765 người của xã Hải Bắc và toàn bộ diện tích tự nhiên là 4,97 km², quy mô dân số là 8.505 người của xã Hải Phương vào thị trấn Yên Định.
Sau khi nhập, thị trấn Yên Định có diện tích tự nhiên là 10,82 km² và quy mô dân số là 23.244 người.

## Kinh tế - xã hội
Các trường trung học trên địa bàn thị trấn:
- Trường Trung học phổ thông A Hải Hậu
- Trường THPT dân lập Hải Hậu
- Trường THCS năng khiếu Hải Hậu.

## Văn hóa
Thị trấn Yên Định nổi tiếng với đặc sản bánh nhãn Hải Hậu với các cơ sở sản xuất chủ yếu nằm quanh khu vực chợ Đông Biên. Ngoài ra, thị trấn còn có Nhà thờ Quần Phương, Đền liệt sĩ Hải Hậu, Bảo tàng huyện Hải Hậu, cầu Vô Lý, khu trung tâm hành chính huyện cũng khá nổi tiếng.